# تناول طعام كلبك
تناول طعام كلبك، أو ما يُعرف بـ "dogfooding"، هو ممارسة تعتمد على استخدام الأفراد أو الشركات لمنتجاتهم أو خدماتهم الخاصة. تُعد هذه الطريقة وسيلة فعالة لاختبار المنتجات في بيئة واقعية من خلال تقنيات إدارة المنتجات. ومن خلال ذلك، تساهم هذه الممارسة في تحسين جودة المنتج، كما يمكن أن تعمل كأداة تسويقية تعزز مصداقيته. بمجرد إطلاق المنتج في السوق، يعكس اعتماده داخليًا ثقة المطورين في جودته وكفاءته.